# Euryomyrtus
Euryomyrtus is een geslacht uit de mirtefamilie (Myrtaceae). De soorten komen voor in Australië.

## Soorten
- Euryomyrtus denticulata (Maiden & Betche) Trudgen
- Euryomyrtus inflata Trudgen
- Euryomyrtus leptospermoides (C.A.Gardner) Trudgen
- Euryomyrtus maidenii (Ewart & Jean White) Trudgen
- Euryomyrtus patrickiae Trudgen
- Euryomyrtus ramosissima (A.Cunn.) Trudgen
- Euryomyrtus recurva Trudgen

... · 
Acmena · 
Actinodium · 
Agonis · 
Allosyncarpia · 
Aluta · 
Angophora · 
Astartea · 
Astus · 
Babingtonia · 
Baeckea · 
Callistemom · 
Calytrix · 
Chamelaucium · 
Corymbia · 
Corynanthera · 
Cyathostemon · 
Darwinia · 
Enekbatus · 
Ericomyrtus · 
Eucalyptus (Eucalyptus) · 
Eugenia · 
Euryomyrtus · 
Feijoa · 
Homalocalyx · 
Homoranthus · 
Hypocalymma · 
Lamarchea · 
Leptospermum · 
Lophomyrtus · 
Malleostemon · 
Metrosideros · 
Micromyrtus · 
Myrceugenia · 
Myrciaria · 
Myrtus (Mirte) · 
Ochrosperma · 
Osbornia · 
Pileanthus · 
Pimenta · 
Psidium · 
Rinzia · 
Sannantha · 
Scholtzia · 
Syzygium · 
Thryptomene · 
Triplarina · 
Tristaniopsis · 
Verticordia · 
Waterhousea · 
Xanthostemon · 
...